# Fissidens diplodus
Fissidens diplodus är en bladmossart som beskrevs av Mitten 1869. Fissidens diplodus ingår i släktet fickmossor, och familjen Fissidentaceae. Inga underarter finns listade i Catalogue of Life.